# روچی چو هوانگ
رو-چی چو هوانگ (به چینی: 黃周汝吉)(زادهٔ ۱۹۳۲) استاد زیست‌شناسی تایوانی-آمریکایی در دانشگاه جان هاپکینز است. او یک بیوشیمیست است که در دهه ۱۹۶۰ همراه با جیمز اف. بونر و داگ فامبرو به مطالعه و شناسایی توابع هایستون‌های هسته‌ای پرداخت. در آن زمان، در این زمینه توافقی در مورد انواع و عملکرد پروتئین‌های هایستون وجود نداشت. بعداً او کشفیات جدیدی در مورد زیست‌شناسی مولکولی سرطان و تنظیم ژن‌های ویروسی انجام داد.

## زندگی و تحصیلات
رو-چی چو در ۲ آوریل ۱۹۳۲ در نانجینگ، جیانگ‌سو، چین به دنیا آمد. او در سال ۱۹۵۴ به ایالات متحده مهاجرت کرد. او پس از خواندن یک بیوگرافی از ماری کوری به علم علاقه‌مند شد. او مدرک کارشناسی خود را از دانشگاه ملی تایوان در سال ۱۹۵۳ دریافت کرد، سپس در سال ۱۹۵۶ کارشناسی ارشد خود را از دانشگاه ویرجیا تک و دکترای خود را از دانشگاه ایالتی اوهایو در سال ۱۹۶۰ گرفت. او از سال ۱۹۶۰ تا ۱۹۶۵ به عنوان پژوهشگر پسادکترای جیمز اف. بونر در مؤسسه فناوری کالیفرنیا فعالیت کرد.

## شغل آکادمیک و تحقیقاتی
رو-چی چو هوانگ در سال ۱۹۷۱ به هیئت علمی دانشگاه جان هاپکینز پیوست. او اولین استاد زن علم در این دانشگاه بود. او از ۱۹۶۵ تا ۱۹۷۱ به عنوان استاد کمکی، از ۱۹۷۱ تا ۱۹۷۵ به عنوان استاد همکار، و از ۱۹۷۵ تاکنون به عنوان استاد تمام فعالیت کرده است. عنوان او در سال ۲۰۱۸، استاد پژوهشی افتخاری مک‌الروی است. او در سال ۱۹۸۰ رئیس یک کنفرانس تحقیقاتی گوردن بود، از ۱۹۸۰ تا ۱۹۸۴ رئیس هیئت مشاوران علمی مؤسسه ملی پیری، مؤسسات ملی بهداشت بود، عضو هیئت مدیره مؤسسه زیست‌شناسی مولکولی تایوان از ۱۹۸۷ تا ۱۹۸۸ و عضو هیئت مشاوران علمی مؤسسه ملی سرطان بود. در سال ۱۹۶۲، هوانگ و جیمز بونر یافته‌های خود را منتشر کردند که نشان می‌داد هایستون از سنتز آر ان ای کروموزومی جلوگیری می‌کند. این مقاله به یک استناد کلاسیک تبدیل شد. در مصاحبه‌ای که این مقاله را به عنوان یک استناد کلاسیک معرفی کرد، هوانگ گفت: «این کار … زمانی انجام شد که اطلاعات زیادی در مورد رویکرد مولکولی به بیان ژن وجود نداشت. اصطلاح کروماتین به عنوان یک حالت اینترفاز کروموزوم به تدریج به عنوان یک اصطلاح کاری بیوشیمیایی پذیرفته می‌شد. جداسازی و خالص‌سازی کروماتین هنوز با هنر بیشتر از علم برخورد می‌شد، تا زمانی که جنین نخود انتخاب شد.» بونر در مورد وضعیت دانش هایستون در اوایل دهه ۱۹۶۰ زمانی که هوانگ شروع به کار در آزمایشگاه او کرد، در یک مقاله بیوگرافی منتشر شده در سال ۱۹۹۴ اظهار داشت: «مطالعه ادبیات هایستون‌ها این موضوع را روشن کرد که هیچ‌چیز زیادی در مورد اینکه چند نوع هایستون وجود دارد یا اینکه آیا هایستون‌های مختلف در موجودات مختلف یا در سلول‌های مختلف تخصصی وجود دارند، شناخته نشده بود. هیچ‌کس نمی‌دانست هایستون‌ها برای چه کاری هستند و هیچ‌کس هایستون‌ها را در گیاهان مطالعه نکرده بود.» بونر از NSF و دیگر منابع بودجه دریافت کرد تا یک کنفرانس در مورد هایستون‌ها سازماندهی کند و سعی کند همه محققان شناخته‌شده هایستون را در آن شرکت دهد. بعد از کنفرانس، او وضعیت کلی که از آن باقی ماند را به صورت آشفته خلاصه کرد. تخمین‌های تعداد انواع هایستون به هزاران مورد می‌رسید و هیچ توافقی در مورد همولوژی هایستون‌ها بین گونه‌های مختلف یا حتی بین سلول‌های مختلف در یک گونه وجود نداشت.
هوانگ نشان داد که پروتئین‌های هایستون از رونویسی دی‌ان‌ای جنین نخود و تیموس گوسفند جلوگیری می‌کنند و روش‌های قابل تکرار برای مطالعه هایستون‌های فردی ایجاد کرد، در حالی که او به عنوان پژوهشگر پسادکترا با بونر کار می‌کرد. آزمایشگاه بونر بعدها هر نوع هایستون را از نخود خالص‌سازی و توالی‌یابی کرد که این کار با همکاری امیل اسمیت انجام شد. در سال‌های بعد در دانشگاه جان هاپکینز، تحقیقات او بر روی تنظیم ژن در سرطان، تنظیم بیان ژن‌های ویروسی، بیان قطعات ژنوم ویروسی در ژنوم‌های پستانداران، و زیست‌شناسی مولکولی سلول‌های سالخورده متمرکز بود.
هوانگ بنیان‌گذار مشترک و مشاور علمی ارشد اریموس فارماکوتیکالز در هیوستون، تگزاس است. این شرکت در حال توسعه ترکیبات ضدویروسی و ضدسرطانی جدید کشف شده او است که مشتقات از گیاه لینگان NDGA می‌باشند. این کار زمانی که او ابتدا آن را شروع کرد، تا حدودی بحث‌برانگیز بود.

## زندگی شخصی
رو-چی چو هوانگ در ۱۰ ژوئن ۱۹۵۶ با پیِن چیِن هوانگ ازدواج کرد. در یک مقاله در سال ۲۰۰۱، پسرش دربارهٔ روز ازدواج او در دانشگاه ویرجینیا تک این‌گونه گفته است: «همان روزی که او مدرک خود را دریافت کرد، او در یک ایستگاه گاز شل در بلکزبورگ، ویرجینیا، به لباس عروس تغییر لباس داد و آن‌ها در دفتر رئیس دانشگاه ازدواج کردند، با تنها رئیس دانشگاه و دو شاهد» گفت سوبر هوانگ. «آن‌ها در این کشور هیچ‌کس را نمی‌شناختند. اما آن‌ها با ذکاوت، هوش و انگیزه خود زنده ماندند.»